# Destiny’s Child
A Destiny’s Child Grammy-díjas amerikai R&B lányegyüttes volt.
Az együttesnek végleges felállásában három tagja volt, ezek név szerint: Beyoncé Knowles, Kelly Rowland és Michelle Williams.
A World Music Awards szerint a Destiny’s Child volt minden idők legtöbb lemezét eladó női zenekara. A csapat eddig összesítve 60 millió albumot és kislemezt adott el világszerte.
Az amerikai Billboard magazin szerint ők voltak a valaha volt harmadik legnagyobb trió.
Az együttes a Girl's Tyme néven kezdte karrierjét, 1990-ben alakult a texasi Houston-ban. Néhány év korlátozott siker után, a Beyoncé Knowles, Kelly Rowland, LaTavia Roberson, és LeToya Luckett alkotta kvartett 1997-ben leszerződött a Columbia Records-hoz Destiny’s Child néven. A csapatot a No, No, No című dal megjelenése után indították el a mainstream elismerésben. Második stúdióalbumuk, a The Writing's on the Wall a legkelendőbb lett a Bills, Bills, Bills és a Say My Name című első helyezett kislemezekkel. A kritikai és kereskedelmi siker ellenére a csapatot belső konfliktusok és jogi zűrzavarok sújtották, amikor Roberson és Luckett megpróbált elszakadni Mathew Knowles menedzsertől, Knowles és Rowland kedveltségére hivatkozva.
2000 elején Robersont és Luckettet két új tag Michelle Williams és Farrah Franklin váltotta fel; Franklin azonban néhány hónap után kilépett, így a csapat trióként működött tovább. Harmadik albumukról, a Survivor-ról (2001) az Independent Women Part I, a Survivor, és a Bootylicious című kislemezek értek el világsikereket. 2001-ben bejelentették, hogy szünetet tartanak a szólókarrierben. A trió két évvel később újra összeállt, hogy kiadják ötödik, egyben utolsó stúdióalbumukat, Destiny Fulfilled (2004) néven, amelynek legsikeresebb kislemeze, a Lose My Breath lett. A csapat 2006-os hivatalos feloszlása óta Knowles, Rowland és Williams többször újra összejött, többek között a 2013-as Super Bowl XLVII félidei show-n, és a 2018-as Coachella fesztiválon.
A csapat több mint 60 millió lemezt adott el 2013-ig. A Billboard minden idők egyik legnagyobb zenei triójaként tartja számon a csapatot, a 2000-es évek kilencedik legsikeresebb előadója/zenekara, 2008-ban a 68. helyre került a csapat az All-Time Hot 100 Artists listáján, és 2016 decemberében a magazin minden idők 90. legsikeresebb táncklub-művésze közé sorolta őket. A csapatot 14 Grammy-díj-ra jelölték, kétszer nyertek a a legjobb R&B előadás kategóriában egy duó vagy énekes csoport és egyszer a legjobb R&B dal kategóriában.

## Történet

### 1990–1997: Korai kezdetek és Girl’s Tyme
1990-ben a mindössze 9 éves Beyoncé Knowles egy lánycsapat meghallgatásán találkozott LaTavia Roberson rapperrel, és csatlakoztak egy rappeléssel és tánccal foglalkozó csapathoz. 1992-ben csatlakozott hozzájuk Beyoncé családi barátja, Kelly Rowland, végül a csapatot hat tagra növelték, Támar Davis, valamint Nina Taylor és Nikki Taylor csatlakozásával. Első komoly szereplésük a Star Search vetélkedő volt, amelyet elvesztettek. A csapat veresége miatt Beyoncé apja, Mathew Knowles otthagyta munkáját, hogy saját kezébe vegye a zenekar menedzselését. Úgy döntött, hogy az eredeti felállást négy tagra csökkenti Davis és a Taylor nővérek eltávolításával, valamint LeToya Luckett bevonásával 1993-ban. A szigorú apa a csapattagoknak kemény edzéstáborokat rendezett, próbáikat pedig Beyoncé édesanyjának hajszalonjában tartották. A csapat eredeti neve Girl's Thyme volt amelyet 1996-ban változtattak Destiny’s Childra. 1993-1997 között helyi rendezvényeken, valamint felvezető zenekarként különböző r&b előadók koncertjein léptek fel. Végül 1997-ben a Columbia Records szerződést ajánlott nekik. A lányok a Killing Time című dallal debütáltak, ami az 1997-es Men In Black című mozifilm soundtrack albumán kapott helyet.

### 1997–2000: Első stúdióalbum, rögös út a világhírnévig (felállásváltozások)

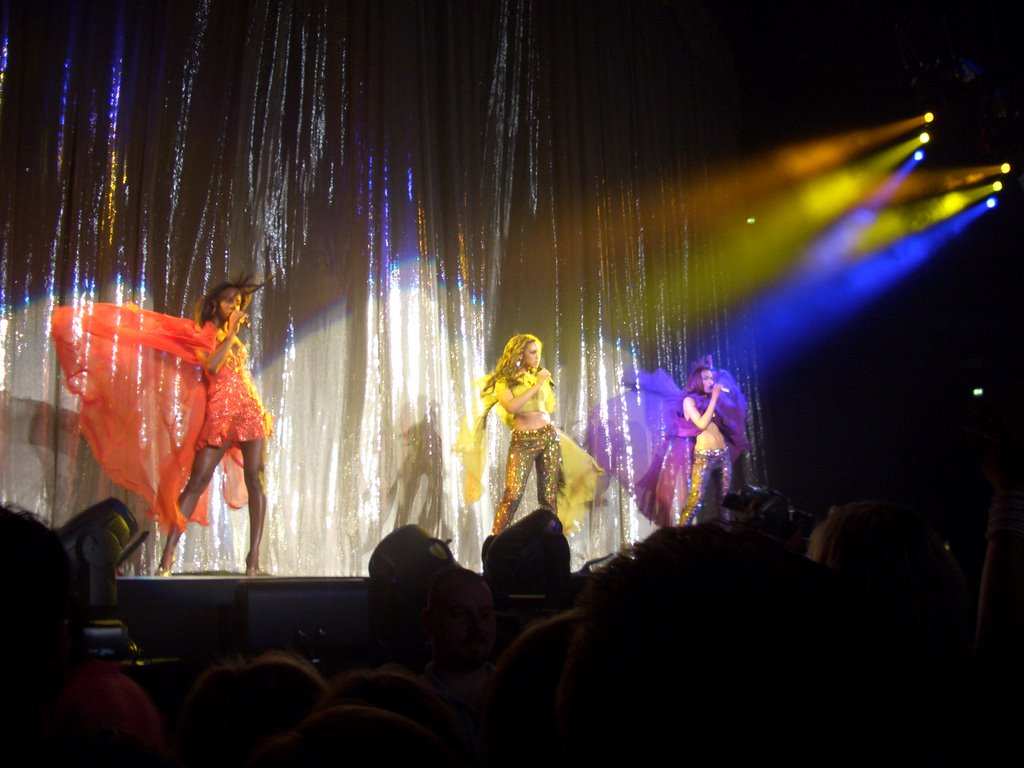
A Destiny’s Child előadja a "Say My Name" című dalt.

Első nagylemezüket 1998 februárjában adták ki, Destiny’s Child néven. Az albumról elsőként megjelent kislemez a No, No, No 1997 novemberében került kiadásra, egészen listavezető helyig jutott a Billboard "Hot R&B/Hip-Hop" charton. A dal több mint 1 millió példányban kelt el az Egyesült Államokban. A nagylemezről még két kevésbé sikeres felvételt adtak ki Get On The Bus, valamint With Me Part 1 címmel. Ezek nem tudták reprodukálni az előző kislemez sikereit. A Destiny’s Child album több mint egymillió példányban kelt el, és ezzel platina minősítést szerzett az USA-ban.
Második nagylemezük 1999-ben kiadott The Writing’s on the Wall jelentette az igazi áttörést a csapat számára. A felvételen olyan producerek működtek közre mint, Kevin "She'kspere" Briggs, Rodney Jerkins, Dwayne Wiggins, Chad Elliot, Daryl Simmons és Missy Elliott. Habár az album nem nyitott csúcspozícióban a Billboard 200-as listáján csak a hatodik helyen, kereskedelmileg hosszútávon kiválóan szerepelt. Napjainkig Amerikában több mint 6 millió példányt adtak el a lemezből.
Az albumról megjelent Bills, Bills, Bills kislemez egészen az első helyig jutott a Billboard Hot 100 listán. Ez volt a csapat első listavezető dala, amelyet a továbbiakban még négy követett. Az albumról további három maxilemez jelent meg. Köztük a világhírnevet jelentő Say My Name című felvétel, amely mindemellett két Grammy-díjat is jelentett a lányoknak.
Sikereik ellenére a csapatot több belső konfliktus feszítette. LaTavia és LeToya 2000 elején elhagyták a csapatot, és márciusban pert indítottak Mathew Knowles ellen partnerségi és bizalmi kötelezettségek megsértése miatt. Helyüket Michelle Williams, a korábbi háttérénekesnő Monica Arnold, illetve Farrah Franklin, egy feltörekvő énekes-színésznő váltotta fel, azonban Franklin néhány hónap után, 2000 júliusában szintén kivált a zenekarból, amely ezek után mint trió folytatta tovább.
Williamsszel az új felállásban a csapat kiadott egy főcímdalt a 2000-es Charlie angyalai című film filmzenéjéhez. A 2000 októberében kislemezként megjelent Independent Women Part I tizenegy egymást követő hetet töltött a Billboard Hot 100 élén 2000 novemberétől 2001 januárjáig.

### 2000–2003: Survivor, későbbi kiadások, szünetek és mellékprojektek
2001-ben a Destiny’s Child kiadta harmadik stúdióalbumát amely a Survivor címet kapta. Az felvétel az amerikai Billboard 200-as albumeladási listán rögtön az első helyen nyitott, 663 000 eladott példánnyal. A Survivorból napjainkig több mint 10 millió példány kelt el világszerte, ennek mintegy 40%-a az USA-ban. Az albumról három világsikerű szám jelent meg: elsőként a Charlie angyalai betétdalaként ismert Independent Woman Part 1, amelyet a Survivor valamint a Bootilicious felvételek követtek. Mindhárom dal egészen az első helyig jutott az Egyesült Királyságban, illetve top 3-ba került az Amerikai Egyesült Államokban is. A 2001-es Grammy-díjátadón az együttes ismét megkapta a "Legjobb R&B-dal együttestől" díjat, a Survivor dalért. Még ugyanebben az évben megjelent karácsonyi nagylemezük is melynek az 8 Days of Christmas címet adták. Ezek után 2002-ben a csapat bejelentette egy időre feloszlanak, hogy a tagok szólókarrierbe kezdhessenek. Michelle Williams kiadta első gospel albumát, Heart to Yours címmel, Kelly Rowland r&b valamint rock elemeket tartalmazó szólóprojektjét a Simply Deepet, végül 2003-ban megjelent Beyoncé Knowles első albuma a Dangerously in Love is.

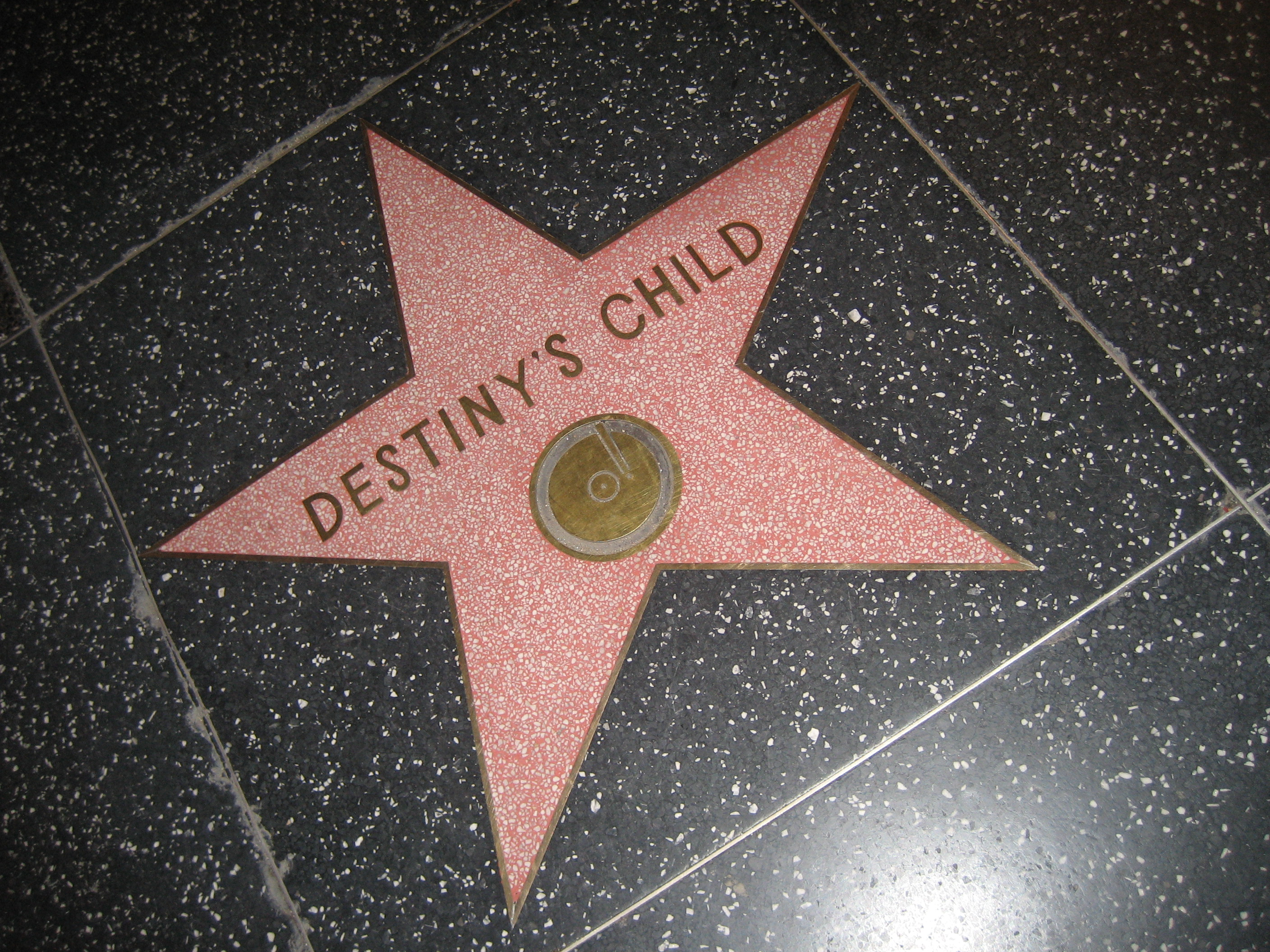
A Destiny’s Child csillaga a Hollywoodi hírességek sétányán.

### 2003–2006: Destiny Fulfilled, a tagok szólókarrierbe kezdenek
Két év szünet után 2004-ben megjelent utolsó nagylemezük Destiny Fullfield néven. A felvétel több mint három millió példányban kelt el csak az Egyesült Államokban. 2005-ben a lányok világkörüli turnéra indultak, melynek a Destiny Fulfilled... And Lovin' It nevet adták.
2005. június 12-én a turné utolsó barcelonai állomásán bejelentették, hogy nem rendeznek több közös fellépést, hanem ezentúl mindenki a maga útját fogja járni, legyen az zenei, színházi, televíziós vagy filmkarrier. Az együttes 2005-ben még kiadott egy válogatás albumot, amelyen szerepel eddigi utolsó közös felvételük a "Stand Up For Love" is.

### 2013–tól napjainkig
2013. január 12-én a Destiny’s Child hivatalos Facebook oldalán bejelentették, hogy a csapat ismét egyesül egy fellépés erejéig a 2013-as Superbowl sportesemény szünetében. Ezzel a fellépéssel együtt a zenekar egy új albumot és kislemezt is megjelentet "Love Songs", illetve "Nuclear" címmel. 2013 májusában jelent meg a Destiny’s Child Video Anthology, mely a trió összes videóklipjét tartalmazza. Beyoncé és Michelle közreműködött Kelly "You Changed" című dalán, mely Kelly "Talk a Good Time" albumán található meg. 2014-ben Kelly és Michelle szerepeltek Beyoncé "Superpower" és "Grown Woman" klipjében, a videók megtalálhatóak Beyoncé vizuális albumán. 2014 júniusában Michelle jelentetett meg egy új kislemezt, a "Say Yes"-t, a felvételen közreműködik Beyoncé és Kelly is. A 2015-ös Stellar Awards-on felléptek a dallal. 2016. november 7-én megcsinálták a "Mannequine Challenge"-t, melyet Kelly hivatalos Instagram adatlapján tettek közzé.

## Közvéleményben kialakult kép
A Destiny’s Childot Paul Flynn a Guardian riportere a hatvanas évek híres lánycsapatához a The Supremeshez hasonlította, Beyoncét pedig az együttes vezető énekesnőjéhez Diana Rosshoz. Lola Ogunnaike a The New York Times újságírója szerint, a Destiny’s Child csak a kezdete volt Beyoncé már szinte szükségszerű szólókarrierjének.

## Diszkográfia

### Stúdióalbumok
- Destiny’s Child (1998)
- The Writing’s on the Wall (1999)
- Survivor (2001)
- 8 Days of Christmas (2001)
- Destiny Fulfilled (2004)